# Man on Rock Islet
Man on Rock Islet ist eine unbewohnte Insel im australischen Bundesstaat Western Australia. Sie ist 83 Kilometer vom australischen Festland entfernt.
Die Insel ist 40 Meter lang und 15 Meter breit. In der Nähe liegen die Inseln Jonquil Island, Karara Island und Brewis Island.